# Alloecella pilosa
Alloecella pilosa är en nattsländeart som beskrevs av Arturs Neboiss 1977. Alloecella pilosa ingår i släktet Alloecella och familjen Helicophidae. Inga underarter finns listade i Catalogue of Life.